# Strandliljesläktet
Strandliljesläktet (Pancratium) är ett växtsläkte i familjen amaryllisväxter med 15–20 arter från Medelhavsområdet, Asien och Afrika. Några arter odlas tillfälligt som prydnadsväxter i Sverige, men de räknas inte som härdiga på friland.
Släkten består av fleråriga örtartade lökväxter. Bladen är remlika och sitter merr eller mindre i två rader. Stjälken bär 3-15 blommor i flock, eller mer sällan en ensam blomma. Blomflocken har vanligen två hinnaktiga stödblad. Blommorna är stora, vit och doftande. Hyllet bildar ett rör som breder ut sig i sex lansettlika flikar. Bikronan är välutvecklad och sammanväxt med den nedre delen av ståndarna, vilket gör att ståndarna ser ut som om de sitter på kanten av bikronan. Pistillmärket är klotformat. Fruktämnet är trerummigt med fröämnen i en till två vertikala rader per cell. Frukten är en torr kapsel med svarta frön.

## Systematik
Pancratium zeylanicum är typart för släktet. Historiskt har arter ur spindelliljesläktet (Hymenocallis) förts hit, men trots vissa likheter finns inget närmare släktskap. Strandliljesläktet är systematiskt relativt isolerat och utgör en egen tribus (Pancratieae), men är på håll släkt med narcissläktet (Narcissus) och krokusliljesläktet (Sternbergia).